# Alberto Mancione
Alberto Mancione ( Buenos Aires, Argentina, 8 de octubre de 1915 – 4 de julio de 1998 ) cuyo nombre real era Genaro Tórtora fue un bandoneonista, compositor y director de orquesta dedicado al género del tango. Con su propia orquesta fue durante 16 años artista exclusivo de Radio El Mundo, además de actuar en cabarés, salones de baile y otros locales.

## Actividad profesional
De chico estudió un poco de música, lo completó con pura intuición y a los 15 años ya andaba tocando el bandoneón pero como los ingresos que le proporcionaba la música eran escasos tuvo varios empleos, incluido uno en el que debía mover y descargar las medias reses de carne en las carnicerías aprovechando que era de cuerpo robusto. En 1934 tuvo su primer empleo de músico con el bandoneonista José Figueroa y su trío, cuyo repertorio incluía no solamente tangos sino chacareras y otras obras ajenas al género. Después de tocar en Radio Mitre y hacer una gira con Figueroa pasó a la orquesta de Armando Baliotti y a continuación se incorporó un tiempo al conjunto de Roberto Firpo —donde militaban el violinista Cayetano Puglisi, el pianista Carlos García y el cantor Ignacio Murillo— y, seguidamente, por unos meses, al de José De Caro para tocar en la boite de Olivos, Las Brujas. Se incorporó a la orquesta de Edgardo Donato pero hubo un conflicto y se fueron todos los músicos.
Cuando en 1938 le ofrecieron un contrato para actuar en el Palermo Palace formó rápidamente un conjunto que bautizó Típica Armenonville y llevó como cantor a quien más adelante triunfó con el seudónimo de Floreal Ruiz. La actuación en ese local duró solamente tres meses y después, ya en 1939, Mancione formó con el bandoneonista Bernardo Álvarez la Orquesta Típica Los Dados Blancos, nombre que respondía a las camisas que usaban sus músicos con unos dados bordados en el costado izquierdo para darle un toque de fantasía, que estuvo actuando dos años. El 25 de abril de 1942 inauguró con Aníbal Troilo el cabaré Tibidabo de avenida Corrientes 1244. A la noche tocaba Troilo y a la tarde, Mancione, salvo los sábados en que era Mancione quien estaba a cargo de ambas funciones pues Troilo actuaba en bailes. En la primera formación estaban los bandoneonistas Jorge Gutiérrez, Juan Salomone y Antonio López, además de Mancione, los violinistas Doroteo Guisado, Rodolfo Fernández y Casanovas, el pianista José Cimarro, el contrabajista Pablo Piazza y cantor Horacio Torres, quien se desvinculó a los seis meses para unirse al conjunto de Alfredo de Angelis. siendo reemplazado por Floreal Ruiz.
En 1949 Mancione tomó una prueba en Radio Splendid buscando al reemplazante de su cantor Alberto Carol; el postulante Justo José Deluchi, que venía de actuar en orquestas modestas, cantó Margot y fue contratado para actuar junto a Héctor Alvarado pero le buscaron un nombre artístico y eligieron Jorge Ledesma. Debutó en el cabaré Cote D’Azur, de 25 de mayo 536 y cantó en Radio Splendid. Cuando Alvarado se desvinculó, lo sustituyó Francisco Fiorentino, ya en declinación artística.
A comienzos de la década de 1950 comenzó a trabajar como artista exclusivo de Radio El Mundo y continuó durante 16 años. Ese año la orquesta estaba integrada por los bandoneonistas Ángel Domínguez, Roberto Vallejos, Antonio Longarella y Julio Menor, además de Mancione; los violinistas Francisco Mancini, David Aszenmil, Bautista Huerta y Manuel La Plaza, el pianista Francisco Orrego, el contrabajista Ítalo Bessa, el chelista Ángel Molo y  los cantores Héctor Alvarado, Jorge Ledesma y Francisco Fiorentino. Actuaban en horarios centrales en los programas Estrellas a Mediodía, el Glostora Tango Club —reemplazando a Alfredo De Angelis en vacaciones— y en los bailables de los fines de semana. Se presentaron en el local bailable Montecarlo, de Corrientes y Libertad y grabaron 18 títulos para RCA Victor con Jorge Ledesma.
Afines de la década de 1960 formó un cuarteto con el que se presentó en locales de los alrededores de Buenos Aires y más adelante realizó 23 presentaciones acompañando a Argentino Ledesma.

## Labor como compositor
No fueron muchas las obras que compuso y se recuerdan especialmente las milongas Señores, permiso, con letra de Ángel Di Rosa,  Para el pueblo, con Julio Curi y las instrumentales Canyengue y tristona y Fiel milonga; entre los tangos, Dolor de huella y La luna, el cigarrillo y yo, también con letra de Di Rosa; Pobrezas, con Eugenio Majul; Lo que tú llamas amor y Yo te condeno a vivir con Julio Curi y los instrumentales F.F. dedicado a Francisco Fiorentino, Moderno, en colaboración con Roberto Vallejos y Total, en colaboración con Juan Salomone, 

## Valoración
Era de físico fornido, de trato agradable y sonrisa fácil; conocedor de sus limitaciones, cuando su popularidad comenzó a ascender incorporó a su orquesta al bandoneonista Roberto Vallejos, que lo superaba en conocimientos musicales, para que interviniera en los arreglos y orquestaciones, que desde entonces fueron más elaborados y produjeron un mejor sonido. Eligió para su conjunto a cantores acreditados como Floreal Ruiz, Fiorentino, Jorge Ledesma y Héctor Alvarado y alcanzó a estar entre las orquestas más pedidas para actuar en bailes, confiterías y cabarés. Osvaldo Requena, que fuera su pianista, comentaba sobre Mancione:

«Su estilo era una derivación de Troilo, mejor de Orlando Goñi, pues al piano le indicaba que tocara con la mano izquierda ligado —como hacía Goñi—, mientras los bandoneones tocaban stacatto cuando se marcaba el cuatro. Y la música salía fluida, muy ágil, un sonido muy claro. También se apoyaba mucho en el primer violín que marcaba las ligaduras, las expresiones. Era de corregir los arreglos que le llegaban, “Ventarrón” es suyo y tiene gran creatividad. Esto es admirable porque no tenía estudio y es muy difícil arreglar a pura intuición. Su “La cumparsita” fue considerada en Japón la mejor versión de todas. En los bailes se equivocaba mucho, como sí no le diera bola, estaba en otra cosa, ahora para la radio y las grabaciones era perfecto, no se le escapaba una.»